# Convocazioni per l'UEFA Futsal Championship 2012
Elenco dei giocatori convocati da ciascuna Nazionale partecipante agli Europei di calcio a 5 del 2012.
Le liste ufficiali, composte da 14 giocatori, sono state presentate all'UEFA il 30 gennaio 2012.
Il numero di presenze, età e gol dei giocatori riportati sono relativi al 31 gennaio, data di presentazione delle liste.

## Gruppo A

### Croazia
Allenatore: Mato Stanković
| N. | Pos. | Giocatore        | Data nascita (età)          | Pres. | Reti | Squadra                          |
| -- | ---- | ---------------- | --------------------------- | ----- | ---- | -------------------------------- |
| 1  | P    | Ivo Jukić        | 13 aprile 1986 (25 anni)    |       |      | MNK Split Brodosplit Inženjering |
| 12 | P    | Marin Stojkić    | 30 settembre 1984 (27 anni) |       |      | MNK Murter                       |
| 2  | D    | Vedran Matošević | 27 agosto 1990 (21 anni)    |       |      | Uspinjača                        |
| 3  | D    | Jakov Grcić      | 12 aprile 1983 (28 anni)    |       |      | Uspinjača                        |
| 4  | D    | Matija Đulvat    | 22 febbraio 1976 (35 anni)  |       |      | Uspinjača                        |
| 5  | D    | Frane Despotović | 25 aprile 1982 (29 anni)    |       |      | Akademia Pniewy                  |
| 10 | D    | Tihomir Novak    | 24 ottobre 1986 (25 anni)   |       |      | MNK Split Brodosplit Inženjering |
| 13 | D    | Branko Laura     | 21 ottobre 1982 (29 anni)   |       |      | MNK Split Brodosplit Inženjering |
| 6  | A    | Saša Babić       | 4 agosto 1989 (22 anni)     |       |      | MNK Kijevo Knauf                 |
| 7  | A    | Franko Jelovčić  | 6 luglio 1991 (20 anni)     |       |      | MNK Split Brodosplit Inženjering |
| 8  | A    | Dario Marinović  | 24 maggio 1990 (21 anni)    |       |      | MNK Split Brodosplit Inženjering |
| 9  | A    | Duje Bajrušovic  | 27 ottobre 1984 (27 anni)   |       |      | MNK Split Brodosplit Inženjering |
| 11 | A    | Josip Suton      | 14 novembre 1988 (23 anni)  |       |      | MNK Split Brodosplit Inženjering |
| 14 | A    | Denis Mijatović  | 1º giugno 1983 (28 anni)    |       |      | Vrgorac                          |

### Rep. Ceca
Allenatore: Tomáš Neumann
| N. | Pos. | Giocatore      | Data nascita (età)         | Pres. | Reti | Squadra               |
| -- | ---- | -------------- | -------------------------- | ----- | ---- | --------------------- |
| 1  | P    | Jakub Zdánský  | 28 maggio 1986 (25 anni)   |       |      | Era-Pack Chrudim      |
| 12 | P    | Libor Gerčák   | 22 luglio 1975 (36 anni)   |       |      | Nejzbach              |
| 4  | D    | Petr Oliva     | 23 ottobre 1987 (24 anni)  |       |      | SK Slavia Praha       |
| 3  | D    | Jiří Novotný   | 12 luglio 1988 (23 anni)   |       |      | Bohemians 1905 Futsal |
| 6  | D    | Roman Mareš    | 15 marzo 1975 (36 anni)    |       |      | Era-Pack Chrudim      |
| 9  | D    | David Frič     | 17 febbraio 1983 (28 anni) |       |      | Slov-Matic Bratislava |
| 11 | D    | Michal Mareš   | 3 febbraio 1976 (35 anni)  |       |      | Era-Pack Chrudim      |
| 5  | C    | Josef Havel    | 12 febbraio 1982 (29 anni) |       |      | Tango Brno            |
| 7  | A    | Lukáš Rešetár  | 28 aprile 1984 (27 anni)   |       |      | Era-Pack Chrudim      |
| 8  | A    | Marek Kopecký  | 19 febbraio 1977 (34 anni) |       |      | Bohemians 1905 Futsal |
| 10 | A    | Michal Seidler | 5 aprile 1990 (21 anni)    |       |      | Tango Brno            |
| 13 | A    | Zdeněk Sláma   | 28 dicembre 1982 (29 anni) |       |      | Slov-Matic Bratislava |
| 14 | A    | Jan Janovský   | 20 giugno 1985 (26 anni)   |       |      | Rekord Bielsko-Biała  |
| 18 | A    | Michal Belej   | 16 novembre 1982 (29 anni) |       |      | Tango Brno            |

### Romania
Allenatore: Sito Rivera
| N. | Pos. | Giocatore      | Data nascita (età)          | Pres. | Reti | Squadra       |
| -- | ---- | -------------- | --------------------------- | ----- | ---- | ------------- |
| 1  | P    | Vlad Iancu     | 3 gennaio 1978 (34 anni)    |       |      | United Galați |
| 12 | P    | Ionuţ Florea   | 7 settembre 1980 (31 anni)  |       |      | CS Dava Deva  |
| 4  | D    | Florin Ignat   | 26 febbraio 1982 (29 anni)  |       |      | City'us TM    |
| 5  | D    | Gabriel Dobre  | 14 aprile 1980 (31 anni)    |       |      | Győri ETO FC  |
| 8  | D    | Marian Șotărcă | 12 novembre 1980 (31 anni)  |       |      | Andorra       |
| 2  | A    | Florin Matei   | 8 dicembre 1983 (28 anni)   |       |      | City'us TM    |
| 3  | A    | Răzvan Radu    | 4 luglio 1984 (27 anni)     |       |      | City'us TM    |
| 6  | A    | Emil Răducu    | 19 maggio 1984 (27 anni)    |       |      | Andorra       |
| 7  | A    | Robert Lupu    | 28 ottobre 1982 (29 anni)   |       |      | City'us TM    |
| 9  | A    | Ion Al-Ioani   | 7 maggio 1983 (28 anni)     |       |      | Győri ETO FC  |
| 10 | A    | Dumitru Stoica | 30 settembre 1981 (30 anni) |       |      | City'us TM    |
| 11 | A    | Cosmin Gherman | 25 aprile 1984 (27 anni)    |       |      | United Galați |
| 13 | A    | Iuliu Safar    | 22 aprile 1985 (26 anni)    |       |      | Gáldar FS     |
| 14 | A    | Alpar Csoma    | 22 marzo 1984 (27 anni)     |       |      | City'us TM    |

## Gruppo B

### Spagna
Allenatore: Venancio López
| N. | Pos. | Giocatore          | Data nascita (età) | Pres. | Reti | Squadra       |
| -- | ---- | ------------------ | ------------------ | ----- | ---- | ------------- |
| 1  | P    | Luis Amado         | 19 agosto 1985     | 149   | 2    | Inter         |
| 2  | D    | Carlos Ortiz       | 3 ottobre 1983     | 52    | 20   | Inter         |
| 3  | C    | Sergio Lozano      | 9 novembre 1988    | 1     | 2    | Barcellona    |
| 4  | C    | Jordi Torrás       | 24 settembre 1980  | 85    | 49   | Barcellona    |
| 6  | C    | Álvaro Aparicio    | 29 settembre 1977  | 82    | 32   | Inter         |
| 8  | D    | Kike Boned         | 4 maggio 1978      | 149   | 73   | ElPozo Murcia |
| 9  | A    | Rafael Usín        | 22 maggio 1987     | 6     | 5    | Xota          |
| 10 | A    | Borja Blanco       | 16 novembre 1984   | 69    | 24   | Segovia       |
| 11 | C    | Lin                | 16 maggio 1986     |       |      | Barcellona    |
| 12 | P    | Juanjo Angosto     | 4 maggio 1976      | 63    | 0    | Inter         |
| 14 | A    | Alemão             | 25 giugno 1976     |       |      | Dina Mosca    |
| 15 | C    | Miguelín           | 9 maggio 1985      | 0     | 0    | ElPozo Murcia |
| 16 | D    | Jesús Aicardo      | 4 dicembre 1988    |       |      | Santiago      |
| 13 | P    | Cristian Domínguez | 27 agosto 1982     | 53    | 0    | Barcellona    |

### Ucraina
Allenatore: Gennadiy Lysenchuk
| N. | Pos. | Giocatore            | Data nascita (età)          | Pres. | Reti | Squadra            |
| -- | ---- | -------------------- | --------------------------- | ----- | ---- | ------------------ |
| 1  | P    | Jevhen Ivanjak       | 28 settembre 1982 (29 anni) |       |      | Lokomotiv Kharkov  |
| 12 | P    | Kyrylo Cypun         | 30 luglio 1987 (24 anni)    |       |      | Uragan             |
| 14 | P    | Dmytro Lytvynenko    | 16 aprile 1987 (24 anni)    |       |      | Lokomotiv Kharkov  |
| 2  | D    | Valerij Zamjatin     | 5 gennaio 1979 (33 anni)    |       |      | Enakievez Enakievo |
| 3  | D    | Vitaliy Kiselyov     | 20 febbraio 1983 (28 anni)  |       |      | Lokomotiv Kharkov  |
| 10 | D    | Valeriy Legchanov    | 13 febbraio 1980 (31 anni)  |       |      | Enerhija Leopoli   |
| 4  | A    | Serhij Žurba         | 14 marzo 1987 (24 anni)     |       |      | Lokomotiv Kharkov  |
| 5  | A    | Yevgen Rogachov      | 30 agosto 1983 (28 anni)    |       |      | Enerhija Leopoli   |
| 6  | A    | Serhij Čepornjuk     | 18 aprile 1982 (29 anni)    |       |      | Enerhija Leopoli   |
| 7  | A    | Maksym Pavlenko      | 15 settembre 1975 (36 anni) |       |      | Enerhija Leopoli   |
| 8  | A    | Dmitriy Klochko      | 17 febbraio 1987 (24 anni)  |       |      | Lokomotiv Kharkov  |
| 9  | A    | Oleksandr Kondratyuk | 9 aprile 1983 (28 anni)     |       |      | Lokomotiv Kharkov  |
| 11 | A    | Denys Ovsyannikov    | 10 dicembre 1984 (27 anni)  |       |      | Enerhija Leopoli   |
| 13 | A    | Dmytro Sorokin       | 14 luglio 1988 (23 anni)    |       |      | Lokomotiv Kharkov  |

### Slovenia
Allenatore: Andrej Dobovičnik
| N. | Pos. | Giocatore         | Data nascita (età)         | Pres. | Reti | Squadra       |
| -- | ---- | ----------------- | -------------------------- | ----- | ---- | ------------- |
| 1  | P    | Aljoša Mohorič    | 26 novembre 1980 (31 anni) | 60    | 0    | Puntar        |
| 2  | A    | Rok Mordej        | 3 marzo 1989               | 42    | 14   | Dobovec       |
| 3  | A    | Primož Zorč       | 28 dicembre 1977           | 39    | 11   | KMN Kobarid   |
| 4  | A    | Sebastijan Drobne | 19 aprile 1987             | 33    | 11   | Dobovec       |
| 5  | A    | Kristjan Čujec    | 30 novembre 1988           | 50    | 21   | Segovia       |
| 6  |      | Rok Grzelj        | 17 agosto 1982             | 25    | 6    | Bronx Škofije |
| 7  |      | Igor Osredkar     | 28 giugno 1986 (25 anni)   | 75    | 25   | Litija        |
| 8  |      | Benjamin Melink   | 15 novembre 1982 (29 anni) | 95    | 26   | Puntar        |
| 9  |      | Rajko Uršič       | 20 marzo 1981 (30 anni)    | 76    | 17   | KMN Kobarid   |
| 16 | P    | Alen Mordej       | 13 marzo 1990 (21 anni)    | 12    | 0    | Dobovec       |
| 11 | D    | Alen Fetić        | 14 ottobre 1991 (20 anni)  | 29    | 4    | Litija        |
| 12 | P    | Damir Puškar      | 3 settembre 1987 (24 anni) | 36    | 0    | Litija        |
| 18 | A    | Damir Pertič      | 10 luglio 1981 (30 anni)   | 41    | 20   | Litija        |
| 10 |      | Gaj Rosič         | 14 maggio 1987             | 25    | 6    | KMN Kobarid   |

## Gruppo C

### Italia
Allenatore: Roberto Menichelli
| N. | Pos. | Giocatore          | Data nascita (età) | Pres. | Reti | Squadra          |
| -- | ---- | ------------------ | ------------------ | ----- | ---- | ---------------- |
| 1  | P    | Stefano Mammarella | 2 febbraio 1984    | 34    | 0    | Montesilvano     |
| 2  | C    | Marco Ercolessi    | 15 maggio 1986     | 37    | 2    | Venezia          |
| 3  | D    | Márcio Forte       | 23 aprile 1977     | 73    | 18   | Lazio            |
| 4  | C    | Sergio Romano      | 28 agosto 1986     | 42    | 4    | Cogianco         |
| 6  | C    | Humberto Honorio   | 21 luglio 1983     | 7     | 5    | Luparense        |
| 7  | A    | Vampeta            | 18 luglio 1984     | 35    | 29   | Luparense        |
| 8  | A    | Alessandro Patias  | 8 luglio 1985      | 24    | 14   | Asti             |
| 9  | A    | Rodolfo Fortino    | 30 aprile 1983     | 21    | 14   | Luparense        |
| 10 | C    | Luca Ippoliti      | 31 ottobre 1979    | 33    | 9    | Lazio            |
| 11 | C    | Saad Assis         | 26 luglio 1979     | 58    | 31   | Barcellona       |
| 12 | P    | Valerio Barigelli  | 19 ottobre 1982    | 37    | 0    | Pescara          |
| 13 | C    | Gabriel Lima       | 9 agosto 1987      | 34    | 10   | Asti             |
| 14 | A    | Marco Torcivia     | 4 maggio 1982      | 12    | 3    | Acireale         |
| 20 | P    | Michele Miarelli   | 29 aprile 1984     | 7     | 0    | Canottieri Lazio |

### Russia
Allenatore:Sergej Skorovič
| N. | Pos. | Giocatore            | Data nascita (età)          | Pres. | Reti | Squadra        |
| -- | ---- | -------------------- | --------------------------- | ----- | ---- | -------------- |
| 1  | P    | Sergej Zuev          | 20 febbraio 1980 (31 anni)  |       |      | Sinara         |
| 12 | P    | Gustavo              | 5 febbraio 1979 (32 anni)   | 25    | 0    | Sibirjak       |
| 2  | D    | Anatolij Badretdinov | 1º settembre 1984 (27 anni) |       |      | Dinamo Mosca   |
| 4  | D    | Dmitrij Prudnikov    | 6 gennaio 1988 (24 anni)    |       |      | Sinara         |
| 5  | D    | Sergej Sergeev       | 28 giugno 1983 (28 anni)    |       |      | MFK CSKA Mosca |
| 7  | D    | Pula                 | 2 dicembre 1980 (31 anni)   |       |      | Dinamo Mosca   |
| 8  | D    | Nikolaj Mal'cev      | 14 aprile 1986 (25 anni)    |       |      | Sinara         |
| 10 | D    | Konstantin Maevskij  | 5 ottobre 1979 (32 anni)    |       |      | MFK CSKA Mosca |
| 14 | C    | Ivan Milovanov       | 8 febbraio 1989 (22 anni)   |       |      | Tjumen'        |
| 15 | C    | Ildar Nugumanov      | 5 maggio 1988 (23 anni)     |       |      | Tjumen'        |
| 3  | A    | Nikolaj Pereverzev   | 15 dicembre 1986 (25 anni)  |       |      | Tjumen'        |
| 9  | A    | Sergej Abramov       | 9 settembre 1990 (21 anni)  |       |      | Sinara         |
| 11 | A    | Cirilo               | 20 gennaio 1980 (32 anni)   |       |      | Dinamo Mosca   |
| 13 | A    | Aleksandr Fukin      | 26 marzo 1985 (26 anni)     |       |      | Dinamo Mosca   |

### Turchia
Allenatore: Ömer Kaner
| N. | Pos. | Giocatore       | Data nascita (età)         | Pres. | Reti | Squadra             |
| -- | ---- | --------------- | -------------------------- | ----- | ---- | ------------------- |
| 1  | P    | Hüseyin Yıldız  | 27 aprile 1979 (32 anni)   |       |      | Châtelineau         |
| 2  | A    | Kahan Özcan     | 25 novembre 1991 (20 anni) |       |      | Fenerbahçe Beringen |
| 3  | D    | Serhat Çiçek    | 7 febbraio 1987 (24 anni)  |       |      | Bodrumspor          |
| 4  | D    | Yasin Erdal     | 30 maggio 1984 (27 anni)   |       |      | LZV Kuypers         |
| 5  | A    | Kenan Köseoğlu  | 17 maggio 1985 (26 anni)   |       |      | TPP Rotterdam       |
| 6  | A    | İsmail Çelen    | 23 novembre 1985 (26 anni) |       |      | Leonidas            |
| 7  | A    | Cem Keskin      | 9 settembre 1988 (23 anni) |       |      | Kartal Belediyespor |
| 8  | D    | Aziz Sağlam     | 6 agosto 1982 (29 anni)    |       |      | Turcs Herstal       |
| 9  | A    | Burak Yıldırım  | 1º gennaio 1982 (30 anni)  |       |      | Bodrumspor          |
| 10 | A    | Cihan Özcan     | 27 giugno 1982 (29 anni)   |       |      | Fenerbahçe Beringen |
| 11 | A    | Yener Kılıç     | 4 gennaio 1985 (27 anni)   |       |      | CFE/VDL Groep       |
| 12 | P    | Mahmut Akbaş    | 1º gennaio 1981 (31 anni)  |       |      | Iğdırspor           |
| 13 | P    | Şenol Çiraci    | 24 novembre 1988 (23 anni) |       |      | Yeni Bornovaspor    |
| 14 | D    | Sami Büyüktopaç | 22 giugno 1988 (23 anni)   |       |      | Trabzonspor         |

## Gruppo D

### Portogallo
Allenatore: Jorge Braz
| N. | Pos. | Giocatore         | Data nascita (età)         | Pres. | Reti | Squadra          |
| -- | ---- | ----------------- | -------------------------- | ----- | ---- | ---------------- |
| 1  | P    | João Benedito     | 7 ottobre 1978 (33 anni)   | 130   | 0    | Sporting Lisbona |
| 12 | P    | Bebé              | 19 maggio 1983 (28 anni)   | 46    | 0    | Benfica          |
| 14 | P    | André Sousa       | 25 febbraio 1986 (25 anni) | 16    | 1    | Académica        |
| 7  | D    | Fernando Cardinal | 6 febbraio 1985 (26 anni)  | 50    | 31   | CSKA Mosca       |
| 9  | D    | Gonçalo Alves     | 1º luglio 1977 (34 anni)   | 137   | 69   | Benfica          |
| 11 | D    | João Matos        | 21 febbraio 1987 (24 anni) | 34    | 5    | Sporting Lisbona |
| 6  | C    | Arnaldo Pereira   | 16 giugno 1979 (32 anni)   | 148   | 83   | Nikars           |
| 8  | C    | Bruno Coelho      | 1º agosto 1987 (24 anni)   | 16    | 0    | Benfica          |
| 13 | C    | Marinho           | 30 marzo 1985 (26 anni)    | 51    | 25   | Benfica          |
| 10 | C    | Ricardinho        | 3 settembre 1985 (26 anni) | 74    | 50   | Benfica          |
| 2  | C    | Paulinho          | 12 marzo 1983 (28 anni)    | 17    | 4    | Sporting Lisbona |
| 4  | C    | Pedro Cary        | 10 maggio 1984 (27 anni)   | 50    | 10   | Sporting Lisbona |
| 3  | A    | Ricardo Fernandes | 20 febbraio 1986 (25 anni) | 15    | 6    | Freixieiro       |
| 5  | A    | Joel Queirós      | 21 maggio 1982 (29 anni)   | 114   | 89   | Benfica          |

### Serbia
Allenatore: Aca Kovačević
| N. | Pos. | Giocatore            | Data nascita (età)          | Pres. | Reti | Squadra              |
| -- | ---- | -------------------- | --------------------------- | ----- | ---- | -------------------- |
| 1  | P    | Miodrag Aksentijević | 22 luglio 1983 (28 anni)    |       |      | Ekonomac             |
| 12 | P    | Nicola Josimović     | 16 marzo 1986 (25 anni)     |       |      | Kolubara             |
| 7  | D    | Slobodan Janjić      | 17 febbraio 1987 (24 anni)  |       |      | Ekonomac             |
| 14 | D    | Slobodan Rajčević    | 28 febbraio 1985 (26 anni)  |       |      | Ekonomac             |
| 4  | D    | Vladimir Milosavac   | 1º dicembre 1985 (26 anni)  |       |      | Marbo Intermezzo     |
| 3  | D    | Aleksandar Živanović | 24 luglio 1988 (23 anni)    |       |      | Marbo Intermezzo     |
| 5  | D    | Bojan Pavićević      | 20 ottobre 1975 (36 anni)   |       |      | Marbo Intermezzo     |
| 6  | D    | Boris Čizmar         | 28 agosto 1984 (27 anni)    |       |      | Kolubara             |
| 2  | D    | Miloš Milačić        | 26 luglio 1980 (31 anni)    |       |      | Kopernikus Vidre Niš |
| 11 | C    | Jovan Djordjević     | 22 gennaio 1985 (26 anni)   |       |      | Marbo Intermezzo     |
| 8  | A    | Marko Pršić          | 13 settembre 1990 (21 anni) |       |      | Marbo Intermezzo     |
| 9  | A    | Vladimir Lazić       | 19 giugno 1986 (27 anni)    |       |      | Ekonomac             |
| 10 | A    | Mladen Kocić         | 22 ottobre 1988 (23 anni)   |       |      | Ekonomac             |
| 13 | A    | Vidan Bojović        | 27 giugno 1979 (32 anni)    |       |      | Ekonomac             |

### Azerbaigian
Allenatore: Alesio da Silva
| N. | Pos. | Giocatore                 | Data nascita (età)          | Pres. | Reti | Squadra       |
| -- | ---- | ------------------------- | --------------------------- | ----- | ---- | ------------- |
| 1  | P    | Andrej Tverjankin         | 6 marzo 1967 (44 anni)      |       |      | Araz Naxçıvan |
| 12 | P    | Marat Salyanski           | 29 maggio 1974 (37 anni)    |       |      | Araz Naxçıvan |
| 4  | D    | Serjão                    | 18 settembre 1979 (32 anni) |       |      | Uragan        |
| 5  | D    | Felipe Ribeiro dos Santos | 5 ottobre 1978 (33 anni)    |       |      | Araz Naxçıvan |
| 7  | D    | Rəcəb Fərəczadə           | 19 dicembre 1980 (31 anni)  |       |      | Araz Naxçıvan |
| 8  | D    | Rizvan Fərzəliyev         | 1º settembre 1979 (32 anni) |       |      | Araz Naxçıvan |
| 11 | D    | Namiq Məmmədkərimov       | 21 luglio 1980 (31 anni)    |       |      | Araz Naxçıvan |
| 14 | D    | Vitali Borisov            | 5 luglio 1982 (29 anni)     |       |      | Araz Naxçıvan |
| 3  | A    | Ilkin Hajiyev             | 8 gennaio 1983 (29 anni)    |       |      | Neftçi Baku   |
| 6  | A    | Edigleuson Alves          | 26 giugno 1984 (27 anni)    |       |      | Araz Naxçıvan |
| 9  | A    | Thiago Paz                | 26 agosto 1981 (30 anni)    |       |      | Araz Naxçıvan |
| 15 | A    | Rufat Balakishiyev        | 28 dicembre 1983 (28 anni)  |       |      | Neftçi Baku   |
| 18 | A    | Jadder Dantas             | 6 dicembre 1984 (27 anni)   |       |      | Araz Naxçıvan |